# Theresimima ampelophaga
Theresimima ampelophaga är en fjärilsart som beskrevs av Emile Bayle 1809. Theresimima ampelophaga ingår i släktet Theresimima och familjen bastardsvärmare. Inga underarter finns listade i Catalogue of Life.

## Bildgalleri

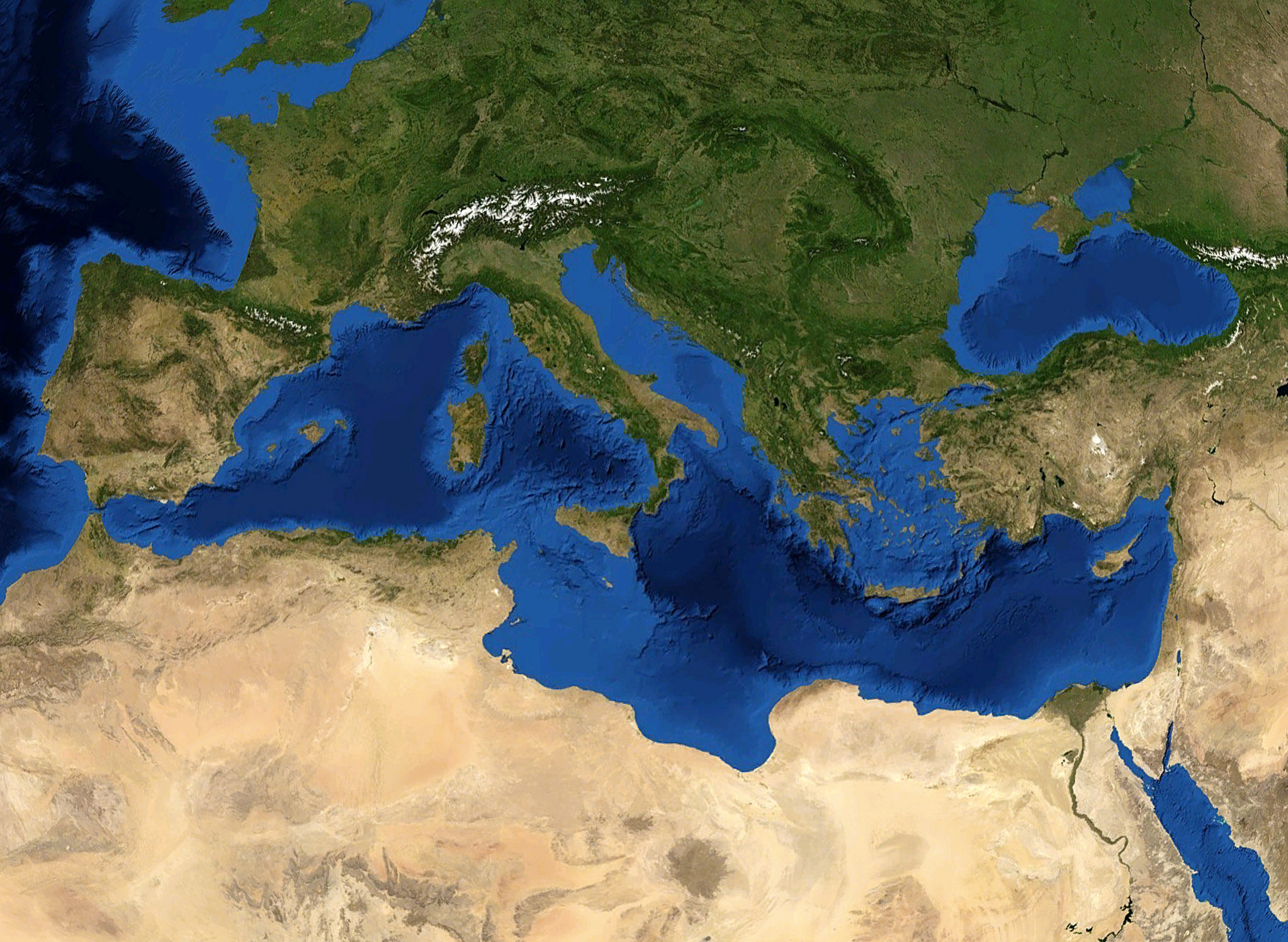
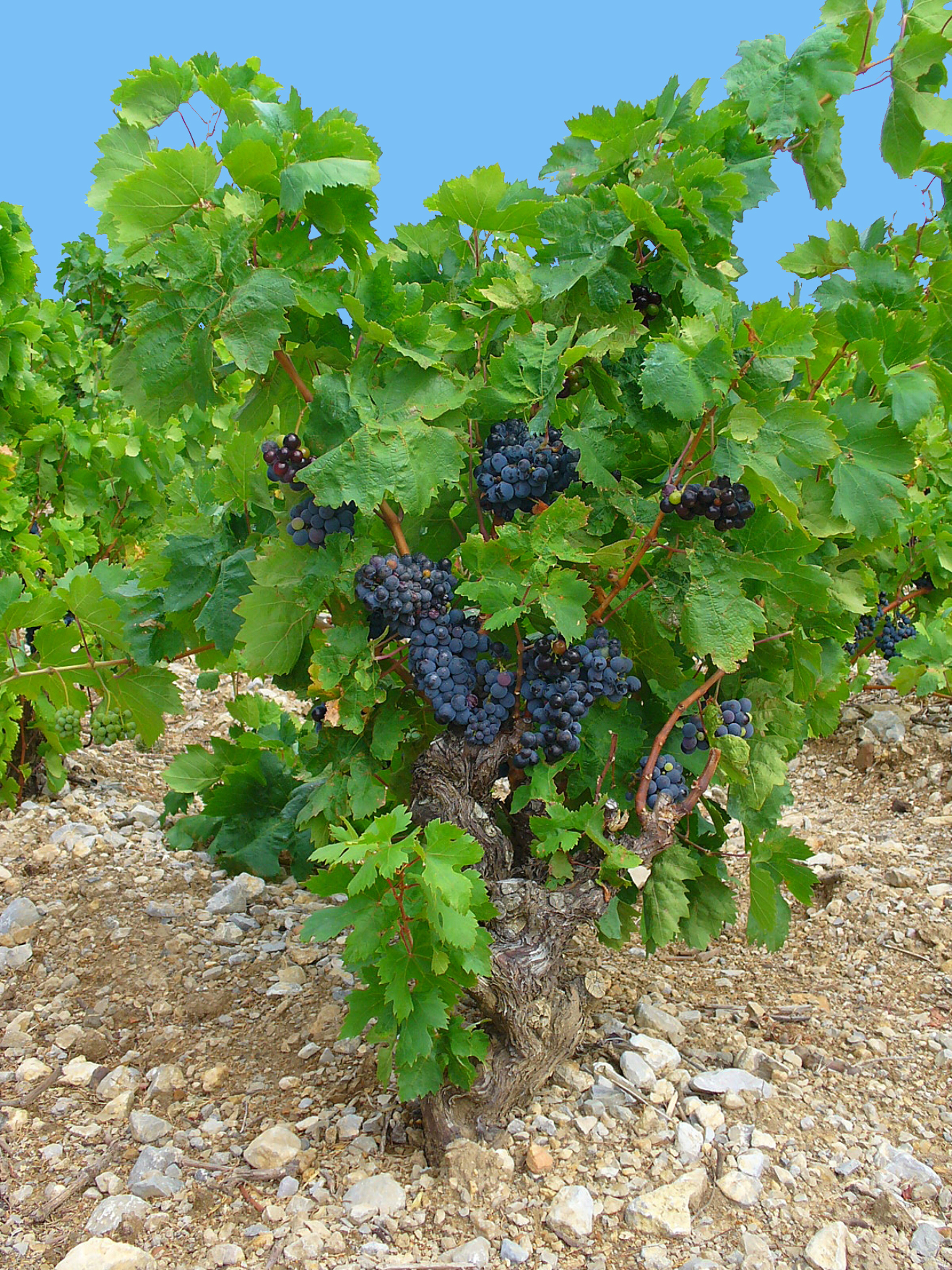
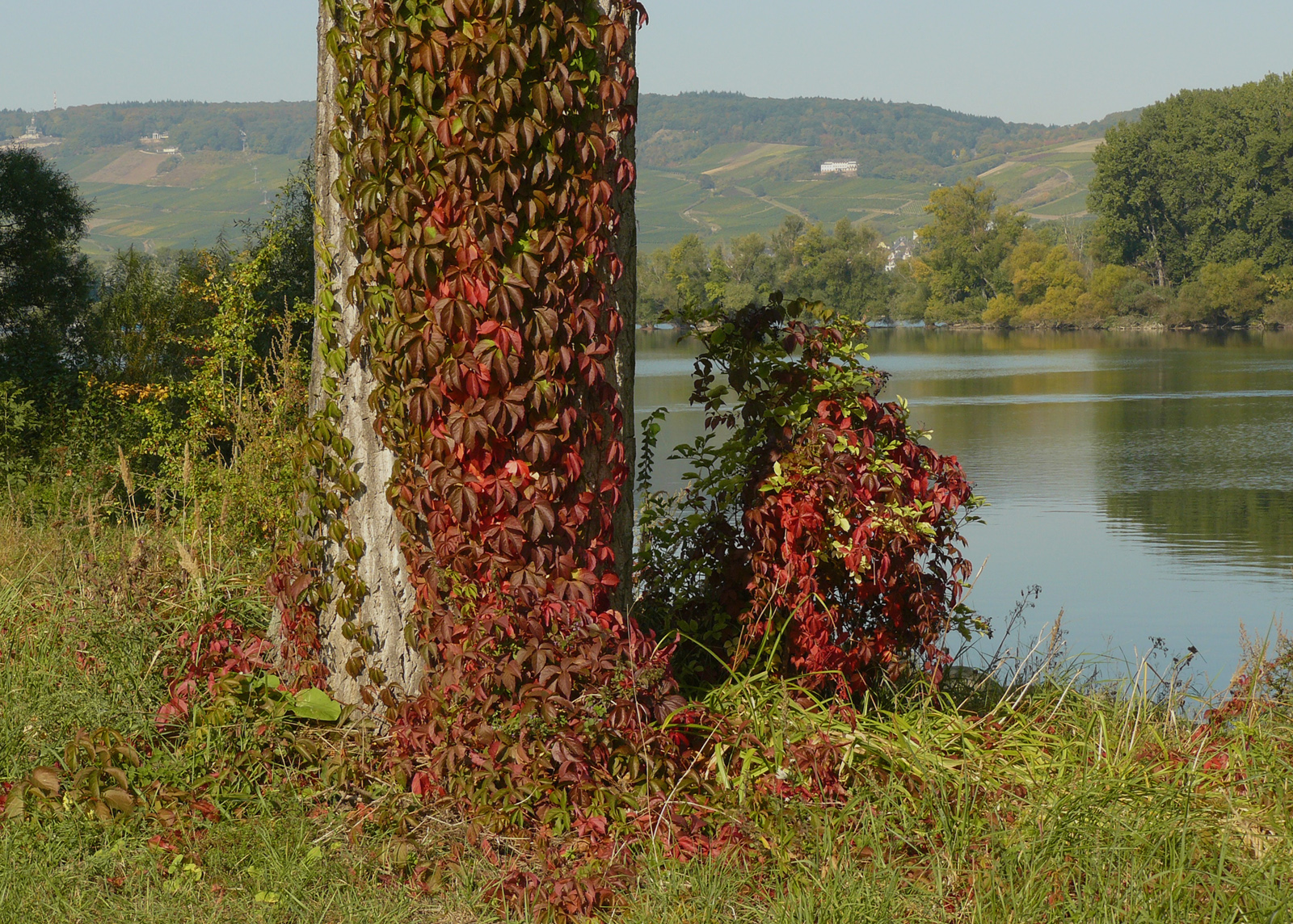
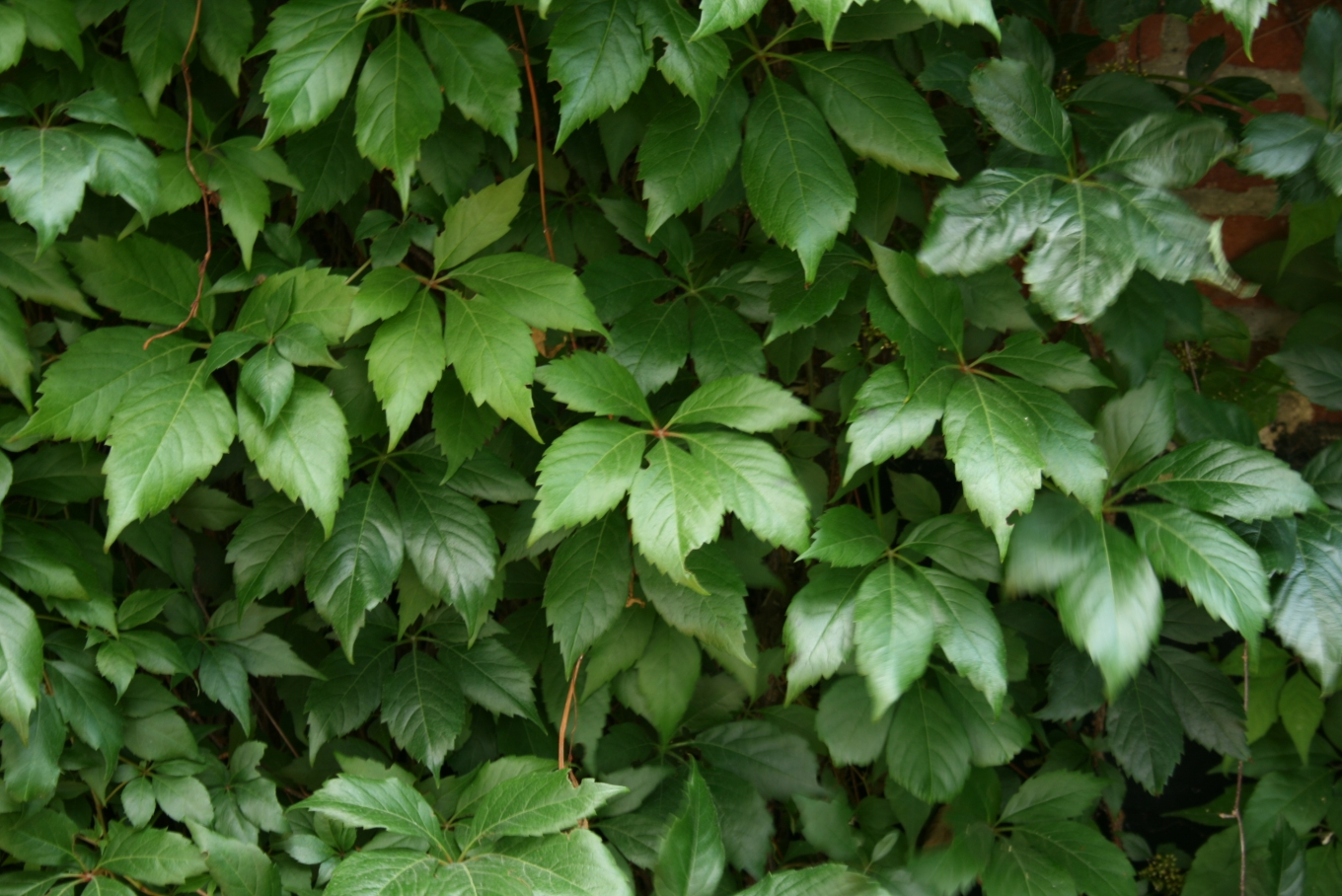
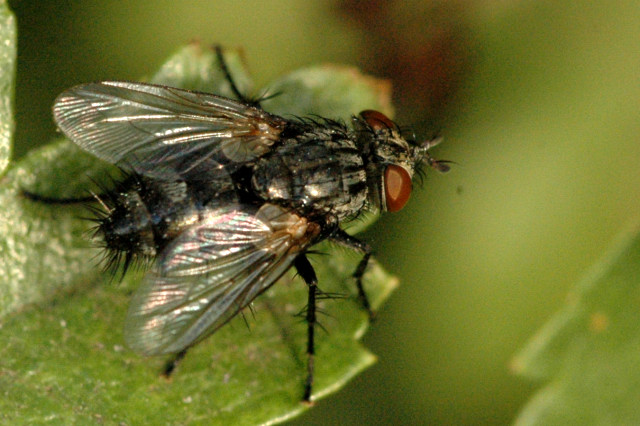